# Eduardo Gallardo
Eduardo Gallardo (20 aprile 1969) è un allenatore di pallamano argentino.